# سنگارا، پاکستان
سنگارا (به انگلیسی: Sangara) یک روستا در پاکستان است که در خیبر پختونخوا واقع شده‌است. سنگارا ۱٬۳۱۶ متر بالاتر از سطح دریا واقع شده‌است.